# Pius Hollenstein
Johann „Pius“ Hollenstein (* 3. November 1907 in Lustenau; † 2. März 1974 in Hohenems) war ein österreichischer Turner.

## Leben
Pius Hollenstein startete bei den Olympischen Sommerspielen 1936 in Berlin an allen Geräten. Sein bestes Resultat erzielte er mit Platz 56 im Wettkampf am Pauschenpferd. Im Mannschaftsmehrkampf belegte er mit dem österreichischen Team den elften Rang.